# Collegio elettorale di Moncalieri (Senato della Repubblica)
Il collegio di Moncalieri fu un collegio elettorale uninominale della Repubblica Italiana appartenente alla Circoscrizione Piemonte; fu utilizzato per eleggere un senatore della Repubblica nella XII, XIII e XIV legislatura.
Venne istituito nel 1993 con la cosiddetta Legge Mattarella (Legge n. 276, Norme per l'elezione del Senato della Repubblica), attuata in seguito al referendum abrogativo del 1993. La legge istituì per la Camera dei deputati e per il Senato della Repubblica un sistema di elezione misto, in parte maggioritario e in parte proporzionale. Il 75% dei parlamentari dell'assemblea veniva eletto in collegi uninominali tramite sistema maggioritario a turno unico; il restante 25% al Senato veniva eletto tramite recupero proporzionale dei più votati non eletti attraverso un meccanismo di calcolo denominato "scorporo", cioè sottraendo dal conteggio dei voti totali di una lista nella parte proporzionale i voti ottenuti dai candidati collegati alla medesima lista che erano eletti nei collegi uninominali con il sistema maggioritario.
Il collegio venne abolito insieme a tutti gli altri che costituivano il Senato con la promulgazione della legge elettorale successiva, la cosiddetta Legge Calderoli. Questa prevedeva un sistema proporzionale con premio di maggioranza, che al Senato veniva attribuito a livello regionale.

## Territorio
Il collegio di Moncalieri era uno dei 17 collegi uninominali in cui era suddiviso il Piemonte e, come previsto dal D.Lgs. del 20 dicembre 1993 n. 535, era costituito dai seguenti comuni: Airasca, Cambiano, Candiolo, Carignano, Carmagnola, Castagnole Piemonte, Cercenasco, Isolabella, La Loggia, Lombriasco, Moncalieri, Nichelino, None, Osasio, Pancalieri, Pecetto Torinese, Piobesi Torinese, Poirino, Pralormo, Santena, Scalenghe, Trofarello, Vigone, Villastellone, Vinovo, Virle Piemonte e Volvera.

## Eletti
| Elezione | Elezione | Senatore             | Partito                 |
| -------- | -------- | -------------------- | ----------------------- |
|          | 1994     | Giovanna Briccarello | Polo delle Libertà (LN) |
|          | 1996     | Alberto Monticone    | L'Ulivo (PPI)           |
|          | 2001     | Furio Gubetti        | Casa delle Libertà (FI) |

## Dati elettorali

### XII legislatura
|                               | Giovanna Briccarello ✔️ Eletta | Polo delle Libertà         | 50 440  | 34,19 |  |  |  |  |  |
|                               | Angelo Azzolina                | Progressisti               | 42 551  | 28,84 |  |  |  |  |  |
|                               | Roberto Barone                 | Patto per l'Italia         | 20 427  | 13,84 |  |  |  |  |  |
|                               | Antonio Delmastro              | Alleanza Nazionale         | 12 849  | 8,71  |  |  |  |  |  |
|                               | Marco Osella                   | Lista Pannella-Riformatori | 7 318   | 4,96  |  |  |  |  |  |
|                               | Gianpietro Lupi                | Verdi Verdi                | 4 797   | 3,25  |  |  |  |  |  |
|                               | Pasquale Vellucci              | Partito Pensionati         | 4 452   | 3,02  |  |  |  |  |  |
|                               | Michele Cerutti                | Lega per il Piemonte       | 4 092   | 2,77  |  |  |  |  |  |
|                               | Maria Durando                  | Rinnovamento               | 619     | 0,42  |  |  |  |  |  |
| Totale                        | Totale                         | Totale                     | 147 545 | 100   |  |  |  |  |  |
|                               |                                |                            |         |       |  |  |  |  |  |
| Voti non validi               | Voti non validi                | Voti non validi            | 10 746  | 6,79  |  |  |  |  |  |
| Votanti                       | Votanti                        | Votanti                    | 158 291 | 91,92 |  |  |  |  |  |
| Elettori                      | Elettori                       | Elettori                   | 172 203 |       |  |  |  |  |  |
|                               |                                |                            |         |       |  |  |  |  |  |
| Data: 27-28 marzo 1994        |                                |                            |         |       |  |  |  |  |  |
| Fonte: Ministero dell'interno |                                |                            |         |       |  |  |  |  |  |

### XIII legislatura
|                               | Alberto Monticone ✔️ Eletto | L'Ulivo                   | 61 445  | 42,12 |  |  |  |  |  |
|                               | Giovanna Briccarello        | Polo per le Libertà       | 48 509  | 33,25 |  |  |  |  |  |
|                               | Piero Pezzi                 | Lega Nord                 | 23 810  | 16,32 |  |  |  |  |  |
|                               | Ettore Della Savina         | Verdi Verdi               | 3 713   | 2,55  |  |  |  |  |  |
|                               | Vittorio Gallea             | Partito Pensionati        | 3 051   | 2,09  |  |  |  |  |  |
|                               | Nicola Emma                 | Partito Socialista        | 2 414   | 1,65  |  |  |  |  |  |
|                               | Pasquale Vellucci           | Mani Pulite               | 1 741   | 1,19  |  |  |  |  |  |
|                               | Roberto Marchisio           | Piemonte Nazione d'Europa | 1 203   | 0,82  |  |  |  |  |  |
| Totale                        | Totale                      | Totale                    | 145 886 | 100   |  |  |  |  |  |
|                               |                             |                           |         |       |  |  |  |  |  |
| Voti non validi               | Voti non validi             | Voti non validi           | 11 119  | 7,08  |  |  |  |  |  |
| Votanti                       | Votanti                     | Votanti                   | 157 005 | 88,65 |  |  |  |  |  |
| Elettori                      | Elettori                    | Elettori                  | 177 105 |       |  |  |  |  |  |
|                               |                             |                           |         |       |  |  |  |  |  |
| Data: 21 aprile 1996          |                             |                           |         |       |  |  |  |  |  |
| Fonte: Ministero dell'interno |                             |                           |         |       |  |  |  |  |  |

### XIV legislatura
|                               | Furio Gubetti ✔️ Eletto     | Casa delle Libertà                   | 63 488  | 41,32 |  |  |  |  |  |
|                               | Alberto Monticone ✔️ Eletto | L'Ulivo                              | 62 754  | 40,85 |  |  |  |  |  |
|                               | Elio Marchiaro              | Partito della Rifondazione Comunista | 9 118   | 5,93  |  |  |  |  |  |
|                               | Giacomo Razzetti            | Lista Di Pietro                      | 6 304   | 4,10  |  |  |  |  |  |
|                               | Maria Grazia Balduino       | Lista Pannella-Bonino                | 4 395   | 2,86  |  |  |  |  |  |
|                               | Gianfranco Visca            | Democrazia Europea                   | 2 701   | 1,76  |  |  |  |  |  |
|                               | Elisabetta Tarocchiono      | Verdi Verdi                          | 2 524   | 1,64  |  |  |  |  |  |
|                               | Benedetto Verdiani          | Fiamma Tricolore                     | 2 353   | 1,53  |  |  |  |  |  |
| Totale                        | Totale                      | Totale                               | 153 637 | 100   |  |  |  |  |  |
|                               |                             |                                      |         |       |  |  |  |  |  |
| Voti non validi               | Voti non validi             | Voti non validi                      | 9 612   | 5,89  |  |  |  |  |  |
| Votanti                       | Votanti                     | Votanti                              | 163 249 | 87,45 |  |  |  |  |  |
| Elettori                      | Elettori                    | Elettori                             | 186 674 |       |  |  |  |  |  |
|                               |                             |                                      |         |       |  |  |  |  |  |
| Data: 13 maggio 2001          |                             |                                      |         |       |  |  |  |  |  |
| Fonte: Ministero dell'interno |                             |                                      |         |       |  |  |  |  |  |